# Кудерин, Жумахан Маусумбаевич
Жумахан Маусумбаевич Кудерин (20 сентября 1891, г. Аягоз Семипалатинской область — 7 марта 1938, аул Жаналык Талгарского района Алматинской области) — один из первых казахских ученых-биологов, общественный деятель.

## Биография
Окончил в 1911 году сельскую школу, в 1913—1917 годы Капальскую сельскохозяйственную школу.
В 1920 году работал в комиссии «По возвращению казахов из Китая», при его участии 6 тыс. семей вернулись на родину.
В 1924—1930 годы учился в Среднеазиатском государственном университете в г. Ташкент. Участвовал в экспедиции по Туркестанскому региону. Автор этнографических и биологических трудов «Виды змей в Средней Азии» (1925), учебника «Өсімдіктану».
20 сентября 1930 года Кудерин был арестован и сослан в г. Воронеж. В 1935 освободился, работал старшим научным сотрудником научно-исследовательского института животноводства (1935—1936), агрономом в тресте «Каучуконос» (1936—1937).
22 мая 1937 года вновь арестован, 7 марта 1938 приговорен к расстрелу. Реабилитирован в июне 1990 года.
Его именем названа улица в г. Алматы.